# Victor Westerholm
Victor Axel Westerholm (Turku, 4 gennaio 1860 – Turku, 19 novembre 1919) è stato un pittore finlandese, ultimo rappresentante della Scuola di Düsseldorf.

## Biografia

### La famiglia
Victor Westerholm proveniva da una famiglia di contadini e di marinai dell'isola di Nagu, nell'arcipelago di Turku. I genitori, Victor e Maria Fredrika Westerholm (nata Andersson) si erano stabiliti a Turku già prima della sua nascita. Suo padre era Comandante di nave mercantile e morì per un incidente quando Victor aveva solo un anno. Sua madre, allora, si mise a fare la sarta e si risposò nel 1863 con un marinaio, Karl August Mattson, che le diede tre figli, di cui però uno soltanto raggiunse l'età adulta.

### Gli studi
Il talento artistico di Victor si manifestò assai precocemente e sua madre lo assecondò mandandolo a studiare disegno e pittura presso lo Studio di Robert Wilhelm Ekman, a Turku. Dopo la morte di quest'ultimo Victor entrò alla "Scuola di Belle arti" di Turku, dove ebbe come insegnanti Walter Runeberg, Fredrik Ahlstedt e Torsten Waenberg. I suoi progressi e il suo indubbio talento gli fecero ottenere una borsa di studio per iscriversi all' "Accademia di belle arti" di Düsseldorf, dove rimase a studiare dal 1878 al 1880, e dal 1881 al 1886, avendo come insegnanti Andreas Müller, Hugo Crola e Eugen Dücker. 
Düsseldorf in quegli anni vedeva scemare quella fama di centro dell'arte che aveva avuto negli anni precedenti, a vantaggio di città come Parigi. Victor Westerholm, pertanto, viene spesso considerato come l'ultimo rappresentante autorevole della Scuola di Düsseldorf.

Dal 1888 al 1890 si recò più volte a Parigi, all'Académie Julian, per seguire i corsi di Jules Lefebvre e di Gustave Boulanger.
Terminati gli studi lavorò molto nel suo atelier, ma per dipingere i suoi paesaggi non esitava ad intraprendere frequenti escursioni nelle campagne circostanti.

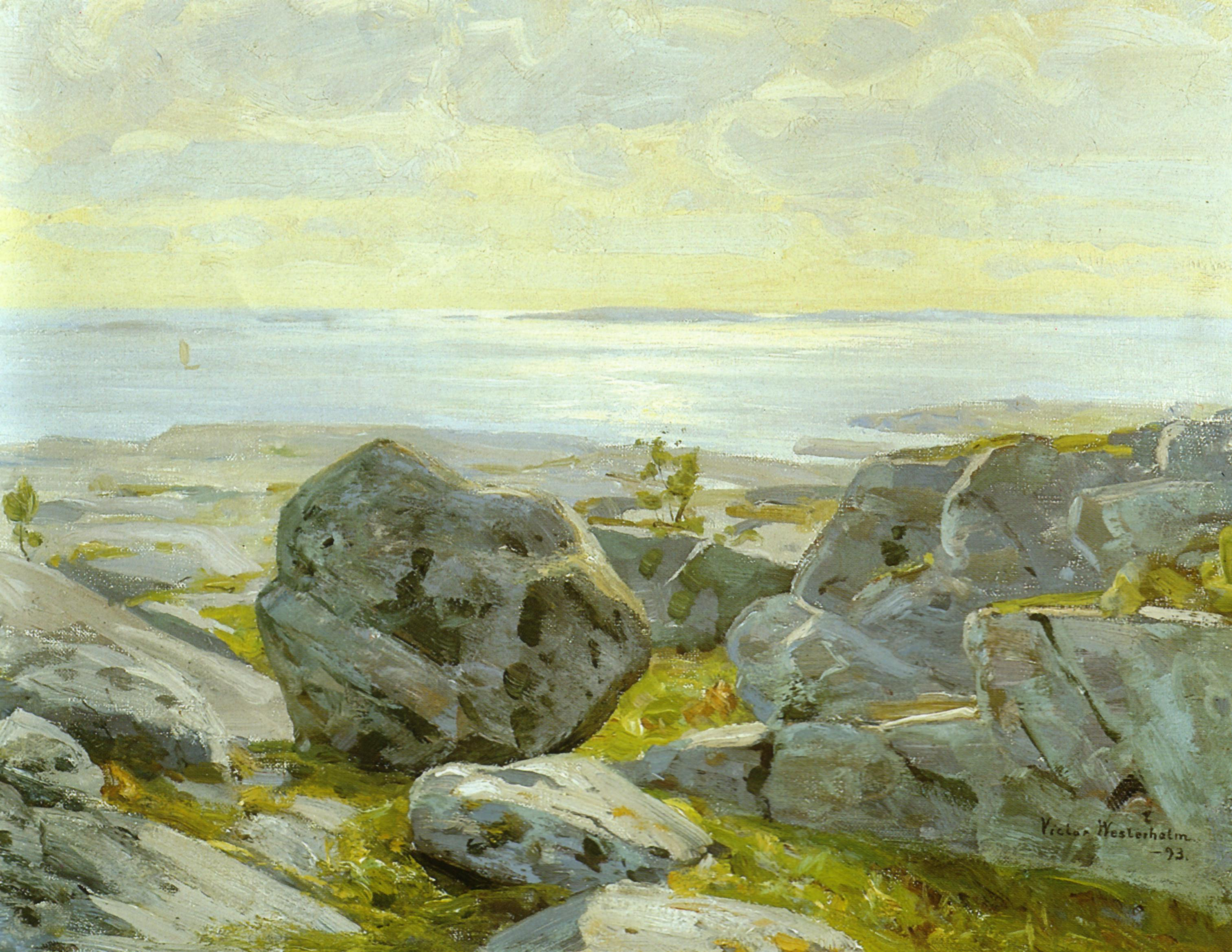
Paesaggio costiero di Åland

### La carriera, il matrimonio e Tomtebo
Nel 1880 Westerholm rientrò in Finlandia e ben presto fu chiamato dalla "Scuola di Belle arti di Turku" come docente, per sostituire Torsten Waenberg.
In quegli anni conobbe la giovanissima Hilma Alander, che aveva appena 17 anni, e nel 1885 la sposò, avendone lui 25. Hilma era anch'essa pittrice e aveva fatto i suoi studi d'arte, ma dopo il matrimonio abbandonò i suoi progetti artistici per dedicarsi ai figli. Victor e Hilma si stabilirono nel 1886 nell'arcipelago delle isole Åland (in finlandese Ahvenanmaa), dove Westerholm si era già recato nel 1880 per dipingerne i suggestivi paesaggi. La coppia visse in una casa che essi chiamarono Tomtebo, nell'attuale comune di Jomala, e che godeva della vista sul canale Lemström.
Invitarono poi dei colleghi pittori a raggiungerli, e già dall'estate del 1886 un piccolo gruppo di artisti si stabilì nei pressi di Tomtebo. Questa « colonia d'Önningeby » (Önningebykolonin), come la chiamarono, ebbe successo e riunì diversi pittori finlandesi: (Hanna Rönnberg, Elin Danielson Gambogi, Amélie Lundahl, Eva Topelius, Helmi Sjöstrand) e svedesi (Johan Axel Gustaf Acke, Anna Wengberg).
Dopo due anni però, Westerholm, per ragioni strettamente economiche, fu obbligato ad accettare un posto di insegnante alla "Scuola di belle arti" di Turku, e pertanto, assieme ad Hilma, tornò a stabilirsi sul continente, lasciando che Tomtebo divenisse solo una loro residenza estiva
.  Questa nuova situazione fece sì che il gruppo di pittori della "colonia di Önningeby"  si disperdesse a poco a poco negli anni che seguirono, mancando la presenza costante dei due fondatori. L'ultima riunione degli artisti ebbe luogo infatti nel 1892. Oggi Tomtebo è un piccolo museo dedicato ai pittori che formarono la "colonia di Önningeby".

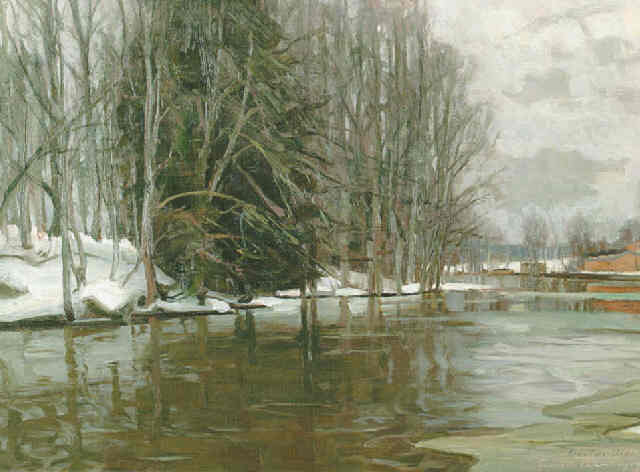
Riva del fiume a Musio

### Gli ultimi anni
Le teorie e il movimento impressionista lo interessarono non poco, ma i suoi tentativi di importarlo in Finlandia furono accolti con freddezza e le sue tele non si vendettero. Questo fallimento costrinse Victor a tornare sui suoi passi e a riprendere uno stile più convenzionale e ben accetto in patria.

Nel 1891 Westerholm fu nominato direttore del Museo d'arte di Torku
.

Dal 1893 al 1894, Westerholm si fermò per un anno a Helsinki, poi ritornò a Turku. Nel 1898 smise di insegnare e si dedicò interamente all'arte, dipingendo moltissimi paesaggi delle zone interne della Finlandia, in particolare nella valle del fiume Kymijoki.
Durante la sua vita Westerholm non fu mai particolarmente famoso e non conobbe la popolarità che meritava. Questa però giunse, anche se tardivamente, nel 1913: una mostra dedicata ai suoi lavori ebbe un insperato e consistente successo di critica e di pubblico. Ma la soddisfazione di essere un artista stimato e ammirato durò solo sei anni. Nel 1919 egli si ammalò gravemente di polmonite e si spense a Turku, dove era nato solo 59 anni prima.

## Galleria d'immagini

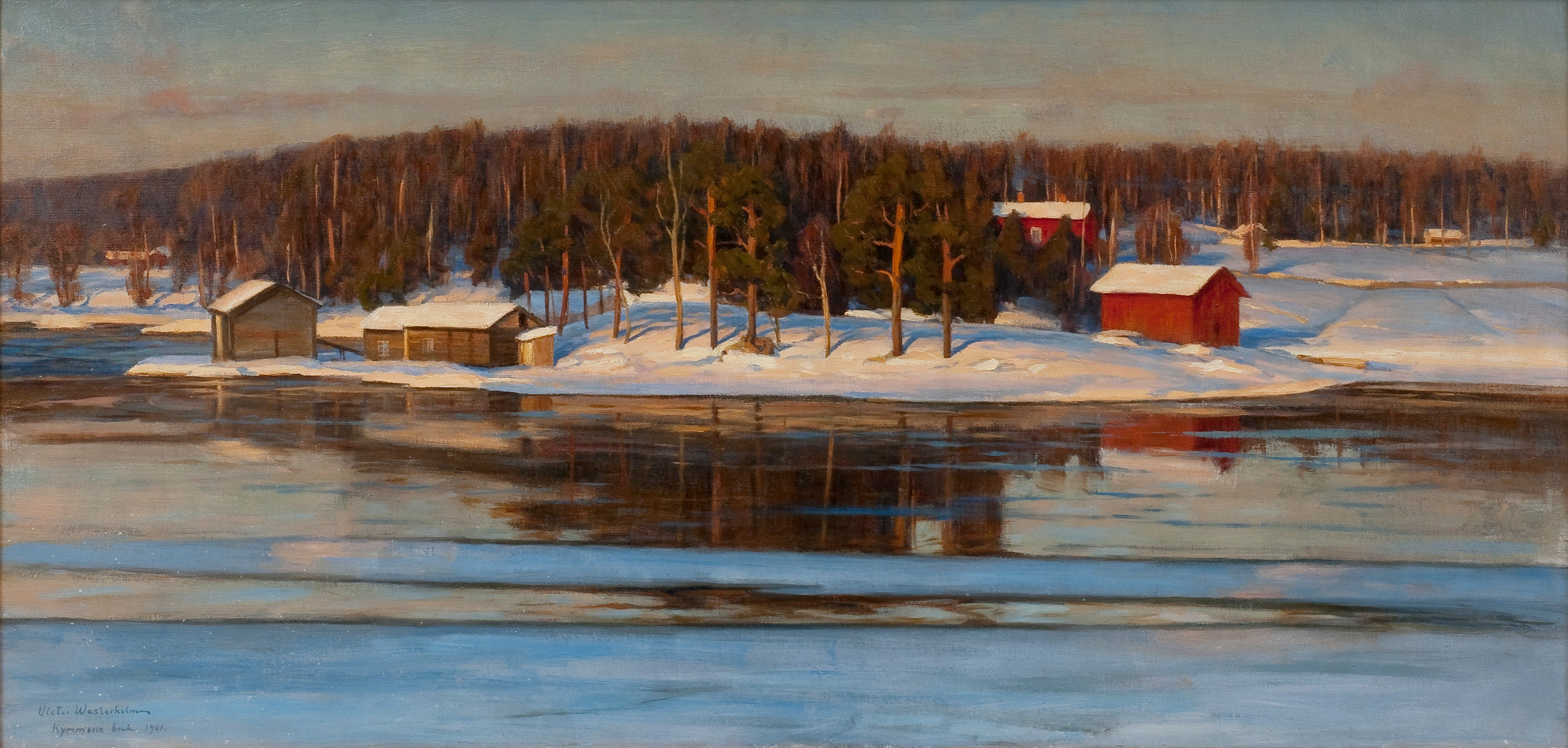
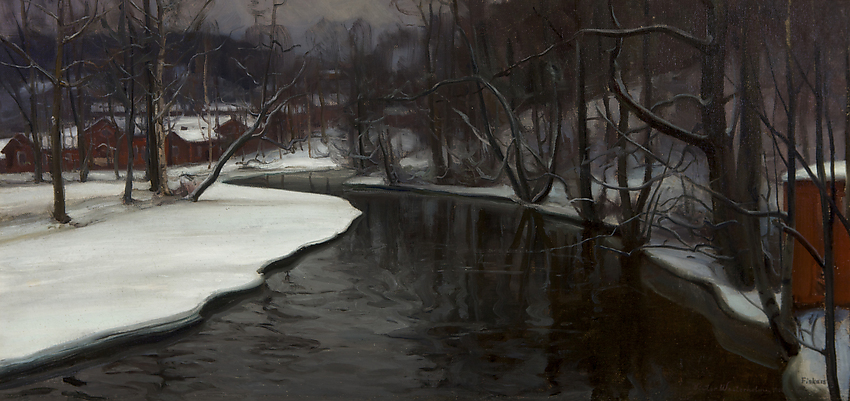